# SAT II 中文
SAT II 中文是美国大学理事会（英語：College Board）为美国高中生设立的全国性中文专科标准测试。

## 概况
SAT II 中文考试跟任何教材都没有直接的联系，考题全部以汉语拼音、简体汉字和注音符號、繁体汉字并列列出。考题的设计注重实际语言的使用能力，如各种表格、广告、信件、日记、便条、通知等。整个考试时间为一小时，包括听力、语法和阅读，时间分别为二十分钟，共85道题。
美国大部分大学不接受中文母语的外籍考生提交SAT II 中文的成绩。

### 复习资料
- All You Need to Know About SAT II Chinese Test 含模拟题 - 郑良根主编（页面存档备份，存于）
- 最新 SAT II Chinese 模拟试题集（页面存档备份，存于）

### 详细介绍
- 漫谈SAT II中文考试（页面存档备份，存于）